# Авіатор (гурт)
AVIÁTOR (також «Авіáтор», «Авиáтор») — український музичний колектив, створений 2005 року в місті Київ. Гурт одразу зайняв нішу в поп-музиці романтичного спрямування. Вихід дебютного альбому «В эфире» став помітною подією в шоу-бізнесі: за перший тиждень було продано понад 50 тис. примірників, а загалом альбом розійшовся тиражем більш ніж 200 тис. копій.
Головними учасниками гурту є Андрій Сторож, Дмитро Тодорюк та Ігор Воєвуцький (до 20 червня 2018 року). 

## Історія

### Історія створення
Майбутні учасники групи Ігор Воєвуцький та Дмитро Тодорюк познайомились під час третього сезону телепроєкту «Шанс» у 2004 році. На той час саундпродюсером проєкту був відомий український продюсер Юрій Нікітін, до якого хлопці прийшли з ідеєю про бойзбенд. Аби вирізнятись на фоні існуючих хлопчачих колективів, було прийнято рішення створити тріо. Таким чином, до гурту запросили Андрія Сторожа, музиканта, знайомого хлопцям за різними фестивалями. Саме в такому складі (Ігор Воєвуцький — гітара, Андрій Сторож — ударні, Дмитро Тодорюк — клавішні) — 29 травня 2005 року колектив вперше виконав свій хіт «Возвращайся» у великому концерті на Європейській площі столиці.
Згодом група почала працювати із сесійними музикантами, і Андрій став за клавішні, а Дмитро — бас-гітару.
29 травня вважається офіційним днем створення групи AVIATOR. Цього ж дня на всіх музичних каналах відбулась всеукраїнська прем'єра кліпу «Возвращайся».
Назву AVIATOR запропонував Андрій, бо кожен із хлопців, окрім музики, на той час мав своєрідне відношення до авіації: Ігор з дитинства колекціонував дитячі моделі літаків; Дмитро практикував стрибки із парашутом, Андрій захоплювався фільмами Мартіна Скорзесе, зокрема картиною «Авіатор». Тим більше, така назва найбільш точно передавала романтичний напрямок колективу.
Отже, у 2005 році група починає свою діяльність під керівництвом продюсерського центру «Mamamusic».

### Платівки та нагороди (2005 - 2009)
7 грудня 2005 року під найбільшими вітчизняними лейблами «Mamamusic» та «Astra Records» виходить дебютна платівка групи AVIATOR — «В эфире». Альбом мав дуже великий успіх — за 6 тижнів було продано понад 200 тис. примірників, і 21 лютого 2006 групу AVIATOR було нагороджено «Золотим диском». А через три дні після отриманої нагороди колектив вирушив у свій перший всеукраїнський тур разом із такими зірками як Вєрка Сердючка, Ірина Білик та Марія Бурмака, відвідавши двадцять п'ять найбільших міст України.
Восени того ж року гурт отримує нагороду премії «Showbiz AWARDS» у номінації «Відкриття року».
Влітку 2007 року сингл «Рыжая» потрапляє у хіт-парад російської радіостанції «Русское радио», де протримується п'ять місяців. В той же час AVIATOR стає спеціальним гостем на Міжнародному фестивалі «Слов'янський базар».
В період з 2005 по 2008 група регулярно стає лауреатом телефестивалю «Пісня року».
В доробку колективу — три альбоми та два перевидання: «В эфире» (2005), «В эфире. Золотой альбом» (2006), «Мания» (2006), «GreenМания» (2007), «Солнце Аризоны» (2008).
AVIATOR має досвід і у створенні рімейків. Новий варіант відомого шлягеру «Трава у дома» у виконанні гурту став безперечним хітом. А у 2009 за свою версію пісні хлопці були удостоєні нагороди «Золотий грамофон». Крім того, в концертній програмі можна почути рімейки на пісні «Письма издалека» та «You're In The Army Now».

### Новий етап (2012 - до 20 червня 2018 року)
У 2012 році гурт AVIATOR і керівництво продюсерського центру «Mamamusic» приймають спільне рішення припинити співпрацю. При цьому права на назву колективу та результати попередньої творчої роботи залишаються у виконавців. Таке полюбовне розлучення — унікальне явище в шоу-бізнесі. Голова компанії «Mamamusic» Юрій Нікітін так прокоментував цю ситуацію:
|  | AVIATOR — відмінний колектив, кожен учасник якого на сьогодні є повністю сформованною творчою особистістю, готовою до самостійної роботи. Аналогів цьому колективу в Україні, як і раніше, немає. І це підтверджує, перш за все, непідробний інтерес до їхньої творчості з боку численних шанувальників. |

Колектив продовжує успішно гастролювати, записувати нові пісні, знімати відеороботи під власним лейблом «Авіатор Мюзік». 
29 травня 2018 року, на 13-й творчий день народження колективу, одна з зірок сузір'я Близнюків отримала ім'я «Gurt AVIATOR».
Гурт AVIATOR стали першими в українському шоу-бізнесі, хто відіграв концерт на борту літака на висоті 10000 метрів. Виступ відбувся в рамках прес-рейсу «Київ-Люблін» від авіакомпанії «Bravo Airways».

### Новітня історія AVIATOR (20 червня 2018 року - н.ч.)
Влітку 2018 року фронтмени AVIATOR приголомшили своїх шанувальників неочікуваною звісткою: у складі гурту відбулися зміни. Відтепер за керування музичним «авіалайнером» взялися два фронтмени: Дмитро Тодорюк та Андрій Сторож. За словами самих учасників, навіть такий непростий етап розвитку гурту минув без сварок та гучного скандалу: 
|  | Щиро поговоривши втрьох, ми вирішили, що Ігор творитиме власну історію, а ми будемо продовжувати політ AVIATOR на пару. Нашій дружбі усім разом це аніскільки не заважає. Життя — річ цікава: хто знає, якими новинами ми здивуємо ще? Але гарантуємо точно, що енергія та емоції, які завжди дарує AVIATOR, непорушні! |

Перший концертний виступ у новому складі гурту відбувся 18 серпня 2018 року на Аеродромі «Широке» у Запоріжжі в рамках авіафестивалю «МУЗИКА ТА НЕБО». 
Офіційний реліз синглу «Небо на двох» став відправною точкою нового творчого шляху колективу. Автором треку є один із солістів AVIATOR Дмитро Тодорюк. Згодом разом зі співачкою Боженою Дар AVIATOR презентували гімн молодят «Наречена».

## Склад

### Фронтмени
- Андрій Сторож — вокал, клавіші
- Дмитро Тодорюк — вокал, акустична гітара
- Ігор Воєвуцький — вокал, гітара (до 20 червня 2018 року)

### Сесійні музиканти
- Антон Щелконогов — ударні (2005-2006)
- Денис Харитонов — ударні (2006-2013)
- Ірина Крістініна — бек-вокал (2007-2009)
- Єва Бушміна — бек-вокал (2007-2008)
- Марія Куліш — бек-вокал (2008-2013)
- Сергій Багінський — соло-гітара (2012-2014)
- Кирило Болдирєв — ударні (2013 - н.ч.)
- Євген Наумов — соло-гітара (2014-2016)
- Сергій Горай — бас-гітара (2014-2016)
- В’ячеслав Татар — соло-гітара (2016 - н.ч.)
- Дмитро Бем — бас-гітара (2018 - н.ч.)
- Олександра Вдовиченко — бек-вокал (2018 - н.ч.)

## Дискографія
- «В эфире» (2005)
- «В эфире. Золотой альбом» (2006)
- «Мания» (2006)
- «GreenМания» (2007)
- «Солнце Аризоны» (2008)
- «Еволюція» (2014)
- «EVO (ReMix)» (2015)

## Відеокліпи
| Відео | Відео                       | Відео | Відео                                 | Відео          |
| №     | Назва                       | Рік   | Режисер                               | Альбом         |
| ----- | --------------------------- | ----- | ------------------------------------- | -------------- |
| 1     | Возвращайся                 | 2005  | Ігор Стєколенко, Олександр Стєколенко | В эфире        |
| 2     | Подарок                     | 2005  | Олександр Філатович                   | В эфире        |
| 3     | Берега                      | 2005  | Олександр Філатович                   | В эфире        |
| 4     | Мания                       | 2006  | Олександр Філатович                   | Мания          |
| 5     | Ливень навсегда             | 2006  | Євген Тимохін                         | Мания          |
| 6     | Трава у дома                | 2007  | Євген Тимохін                         | Солнце Аризоны |
| 7     | Рыжая                       | 2007  | Віктор Скуратовський                  | Солнце Аризоны |
| 8     | За высокими березами        | 2008  | Віктор Скуратовський                  | Солнце Аризоны |
| 9     | День рождения               | 2008  | Віктор Скуратовський                  | Солнце Аризоны |
| 10    | За тобой                    | 2009  | Олександр Філатович                   | Сингл          |
| 11    | Без тебя                    | 2010  | Сергій Ткаченко                       | Сингл          |
| 12    | Весна                       | 2011  | Сергій Ткаченко                       | Сингл          |
| 13    | Звезда                      | 2011  | Сергій Ткаченко                       | Сингл          |
| 14    | Герои                       | 2012  | Дмитро Тодорюк                        | Сингл          |
| 15    | Вновь к тебе                | 2012  | Павло Когут                           | Сингл          |
| 16    | Не удержать                 | 2013  | Дмитро Перетрутов                     | Сингл          |
| 17    | Запрещаю                    | 2013  | Олександр Іваненко                    | Сингл          |
| 18    | Девочка                     | 2015  | Дмитро Тодорюк                        | Сингл          |
| 19    | В твоих глазах              | 2016  | Дмитро Тодорюк                        | Сингл          |
| 20    | Останній лист               | 2016  | Аліна Діанова                         | Сингл          |
| 21    | Я знаю                      | 2017  | Віктор Скуратовський                  | Сингл          |
| 22    | Сети                        | 2018  | Віктор Скуратовський                  | Сингл          |
| 23    | Наречена (feat. Божена Дар) | 2018  | Радіслав Лукін                        | Сингл          |
| 24    | Небо на двох                | 2018  | Радіслав Лукін                        | Сингл          |
| 25    | Коктейль                    | 2019  | Радіслав Лукін                        | Сингл          |

## Нагороди
- Пісня року (2005-2008)
- Золотий диск (2006)
- Showbiz AWARD «Відкриття року» (2006)

### Публікації
- Прем'єра: гурт AVIATOR презентував яскравий кліп на пісню «Сети» [Архівовано 26 листопада 2018 у Wayback Machine.](рос.)
- Одна із зірок сузір'я Близнюків отримала ім'я гурту AVIATOR [Архівовано 26 листопада 2018 у Wayback Machine.](рос.)
- Гурт AVIATOR презентував нову пісню в літаку [Архівовано 26 листопада 2018 у Wayback Machine.]
- Небо — на двох? Гурт AVIATOR презентує трек у новому складі [Архівовано 26 листопада 2018 у Wayback Machine.](рос.)
- AVIATOR і юні запорожці заспівали захоплюючу дух пісню на аеродромі (відео) [Архівовано 26 листопада 2018 у Wayback Machine.]
- Гурту AVIATOR подарували гітару з солі [Архівовано 26 листопада 2018 у Wayback Machine.]
- Божена Дар і AVIATOR представляють гімн молодят [Архівовано 26 листопада 2018 у Wayback Machine.](рос.)

### Інтерв'ю
- AVIATOR: Ми з нетерпінням чекаємо на 2018 рік! [Архівовано 26 листопада 2018 у Wayback Machine.](рос.)
- Три стихії AVIATOR [Архівовано 26 листопада 2018 у Wayback Machine.](рос.)
- Гурт AVIATOR: про польоти, кораблі та людей (ЕКСКЛЮЗИВ) [Архівовано 26 листопада 2018 у Wayback Machine.](рос.)